# 聚丁二酸丁二醇酯
聚丁二酸丁二醇酯（Poly(butylene succinate)），一般缩写为PBS，是一种由丁二酸（succinic acid）和1,4-丁二醇（butanediol）合成的可生物降解聚合物。它于20世纪90年代进入研究领域，价格低廉，耐热性能好。